# Graeme Obree
Graeme Obree (ur. 11 września 1965 w Nuneaton) – szkocki kolarz torowy i szosowy, który w lipcu 1993 roku pobił kolarski rekord świata w jeździe godzinnej, należący przedtem przez 9 lat do Francesco Mosera. Obree przejechał wtedy 51,596 kilometrów. Rekord ten zdołał się utrzymać jedynie przez niecały tydzień i został pobity przez odwiecznego rywala Szkota – Anglika Chrisa Boardmana, jednak Obree ponownie pobił rekord w kwietniu 1994. Był również Mistrzem Świata w torowym wyścigu na dochodzenie w latach 1993 i 1995. W 1996 zajął 11. miejsce podczas igrzysk olimpijskich.
Na arenie narodowej pobił również brytyjski rekord w jeździe na czas na 10 mil w 1993 roku, w tym samym roku wygrał zawody na 50 mil (ustanawiając nowy rekord – 1:39:01), a w roku 1996 wygrał mistrzostwa w jeździe na 25 mil.
Opublikował w roku 2003 swoją autobiografię zatytułowaną The Flying Scotsman ("Latający Szkot"). Nakręcono również film oparty na tej książce, którego premiera odbyła się na festiwalu filmowym w Edynburgu w 2006 roku. Główne role grają Jonny Lee Miller i Billy Boyd. W roku 2011 na łamach dziennika The Sun Obree ujawnił, że jest gejem.

## Innowacyjna pozycja i układ roweru
Osiągnięcia Obree nabierają znaczenia, jeśli wziąć pod uwagę to, że bijąc wspomniane rekordy, był w zasadzie amatorem, nie miał sponsora na większą skalę ani opieki profesjonalnej ekipy, jak to miało miejsce w przypadku innych kolarzy w tamtym czasie. Wypracował jednak samodzielnie unikalną pozycję na rowerze (pozycja "schowana" lub "skulona") oraz skonstruował specjalną ramę w celu pobicia rekordu.
Jego celem było zredukowanie oporu powietrza oraz niestabilności i jednocześnie zwiększenie siły pedałowania. Zredukował opór wytwarzany przez nogi poprzez zaprojektowanie bardzo wąskiego środka suportu i rezygnację z górnej rury ramy. Kierownicę umieścił w takim miejscu, że barki niemalże się na niej opierały, a ramiona były złożone po bokach. To zredukowało opór aerodynamiczny wytwarzany przez głowę i klatkę piersiową. Siodło było umieszczone tak, żeby mięśnie nóg wytwarzały jak największą siłę przy pedałowaniu. W późniejszej wersji przedni widelec miał tylko jedno ramię, dokładnie wycieniowane, aby było najwęższe jak to tylko możliwe. Nadał swojemu rowerowi imię Old Faithful. Mimo że swoją pierwszą (nieudaną) próbę bicia rekordu Obree odbył na podobnej karbonowej ramie, użył 'Old Faithful' do pobicia rekordu godzinnego.

## Osiągnięcia
Jego rekord w jeździe godzinnej, ustanowiony 17 lipca 1993 na velodromie w Hamar w Norwegii, był świętowany jako zwycięstwo zwykłego kolarza, "outsidera" wobec elity tej dyscypliny sportu. Mówiono o tym, że jest to triumf sztuki nad nauką w kolarstwie i otworzyło to nowe przestrzenie w rozwoju badań w nadchodzących latach.
Poza mechanicznymi i aerodynamicznymi zaletami roweru, Obree charakteryzował się niesamowitym zaangażowaniem i wytrzymałością. Kiedy na przykład jego pierwsza próba pobicia rekordu okazała się nieudana, chciał spróbować jeszcze raz, natychmiast. Normalnie zawodnicy potrzebują tygodni aby się zregenerować po tak dużym wysiłku. Pozwolono mu jednak na to następnego dnia i udało mu się pobić ten rekord.
Po tym, jak Boardman pobił rekord Obree, ten pojechał na Velodrome du Lac w Bordeaux we Francji i 27 kwietnia 1994, przekroczył dystans Boardmana, robiąc w godzinę 52,713 km. Ten rekord utrzymał się do września tego roku i został pobity przez Hiszpana Miguela Induraina.

## Niepowodzenia
Jego brat zmarł nagle w roku 1994, z tego powodu Graeme na przemian popadał i wychodził z depresji przez następne lata. Union Cycliste Internationale (UCI, światowa organizacja kolarska), po jego drugim rekordzie w 1994 roku, zmieniła zasady odnoszące się do kształtu roweru. Jego rower i pozycja na rowerze zostały oficjalnie zabronione. Dowiedział się o tym na godzinę przed startem w mistrzostwach świata we Włoszech.
Pomimo to, Obree wynalazł inną pozycję – tzw. styl "Supermana", w którym ramiona podczas jazdy były wyciągnięte maksymalnie do przodu. Wygrał dzięki temu mistrzostwo w wyścigu na dochodzenie na swoim 'Old Faithful' w roku 1995. Jednakże ta pozycja została później tak samo zabroniona przez UCI, co uzasadniano tym, że ludzki wysiłek i umiejętności są ważniejsze niż postęp technologiczny. Rower Graeme Obree jest teraz częścią stałej wystawy w Narodowym Muzeum Szkocji w Edynburgu.
Choroba powstrzymała Szkota przed dokonaniem kolejnych wyczynów w kolarstwie. Po kilku załamaniach, założył firmę produkującą kierownice umożliwiające osiągnięcie pozycji "supermana". Interes jednak upadł po zmianie zasad UCI.